# Osmin Labadié
Pour les articles homonymes, voir Labadié.
Pour les personnes ayant le même prénom, voir Osmin.
Osmin Labadié, né le 14 mars 1829 à Lézignan-Corbières (Aude) et mort le 6 septembre 1882 à Narbonne (Aude), est un homme politique français. Il est le frère cadet d’Alexandre Labadié, également homme politique.

## Biographie
Il fut reçu médecin en 1855 et exerça au dispensaire de Narbonne. Après une vive lutte, il est élu député de l’Aude dans l’arrondissement de Narbonne le 14 mars 1880 en remplacement de M. Bonnal, décédé. Républicain, il siège avec les radicaux et vote avec eux.
Il ne fut pas réélu lors de la législature suivante de 1881.

## Mandats effectués
- Député de l’Aude, arrondissement de Narbonne, du 14 mars 1880 au 27 octobre 1881.

## Sources
- « Osmin Labadié », dans Adolphe Robert et Gaston Cougny, Dictionnaire des parlementaires français, Edgar Bourloton, 1889-1891 [détail de l’édition]